# Ángel de la Ciudad
El Ángel de la Ciudad es un reconocimiento que entrega el Gobierno de la Ciudad de México dirigido a la sociedad civil y a organizaciones civiles colectivas que han contribuido a fortalecer el desarrollo de la Ciudad de México.
Se entregó por vez primera a quienes contribuyeron en el rescate de víctimas y damnificados, fundadores de organizaciones y quienes dejaron un legado por escrito del terremoto de 1985. Miguel Ángel Mancera declaró "todos los que son Ángeles de la Ciudad, hombres y mujeres comprometidos con ella hoy están siendo reconocidos con motivo del terremoto de 1985".

## Ganadores
Recibieron el reconocimiento: 
- Evangelina Corona Evangelina Corona, fundadora del Sindicato Nacional de Trabajadoras de la Industria del Vestido 19 de septiembre (Costureras)
- Francisco Javier del Razo Aguirre, uno de los fundadores de la Brigada Topos
- Cuauhtémoc Abarca Chávez, fundador de la Coordinadora de Residentes de Tlatelolco
- Raúl Esquivel Carvajal, representante del Heroico Cuerpo de Bomberos
- Cinna Lomnitz, fundadora del Centro Nacional de Prevención de Desastres (Cenapred)
- Elena Poniatowska
- Plácido Domingo

De manera póstuma se entregó el reconocimiento al escritor Carlos Monsiváis y al periodista Jacobo Zabludovsky.